# Авганистан на Летњим олимпијским играма 1988.
Авганистан је после пропуштених игара 1984. у Лос Анđелесу учествовао девети пут на Летњим олимпијских игара 1988. у Сеулу, Јужна Кореја. Представљало га је 5 спортиста који су се такмичили у једном спорту рвању слибодним стилом.
Представници Авганистана су и после ових игара остали у групи земаља које нису освајале олимпијске медаље.

## Рвање
Слободни стил
| Група              | Рвач            | Дисц.  | 1. коло                                    | 2. коло                                            | 3. коло                                    | 4. коло              | 5. коло              | 6. коло              | Финале               | Плас.  | Дет.           |
| Противник Резултат | Рвач            | Дисц.  | Противник Резултат                         | Противник Резултат                                 | Противник Резултат                         | Противник Резултат   | Противник Резултат   | Противник Резултат   | Финале               | Плас.  | Дет.           |
| ------------------ | --------------- | ------ | ------------------------------------------ | -------------------------------------------------- | ------------------------------------------ | -------------------- | -------------------- | -------------------- | -------------------- | ------ | -------------- |
| А                  | Мохамед Разигул | −42 кг | Сурјати Гунаван Индонезија · Поб. 3:1 12:3 | Сергеј Карамчаков Совјетски Савез · Пор. 1:3 2:12  | Иван Цонов Бугарска · Пор. 3:1 3:10        | Није се квалификовао | Није се квалификовао | Није се квалификовао | Није се квалификовао | 10/20  | [ мртва веза ] |
| Б                  | Ахмет Насер     | −52 кг | Херберт Туч Западна Немачка · Поб. 3:1 7:3 | Kim Jong-Oh Јужна Кореја · Пор. 1:3 5:8            | Митсури Сато Јапан · Пор. туш 0:4 1,44 мин | Није се квалификовао | Није се квалификовао | Није се квалификовао | Није се квалификовао | =24/30 |                |
| А                  | Али Дад         | −62 кг | Маријан Скубач Пољска · Пор. 1:3 4:8       | Артури Опорта Панама · Поб. 3:0 7:0                | Мика Лехто Финска · Пор. 0:3 0:7           | Није се квалификовао | Није се квалификовао | Није се квалификовао | Није се квалификовао | 12/28  |                |
| Б                  | Мохамед Шир     | −62 кг | Кенмедекин Амара Монголија · Пор. 0:4 0:15 | Нејт Кар Сједињене Америчке Државе · Пор. 0:4 0:15 | Није се квалификовао                       | Није се квалификовао | Није се квалификовао | Није се квалификовао | Није се квалификовао | =29/30 |                |
| А                  | Мохамед Тај     | −90 кг | Мехмет Туркаја Турска · Пор. 1:3 4:14      | Мустафа Геј Сенегал · Поб. туш 4:0 1,30 мин        | Ираклис Дескулидис Грчка · Пор. 1:3 5:8    | Није се квалификовао | Није се квалификовао | Није се квалификовао | Није се квалификовао | =13/28 |                |